# Albero (vela)

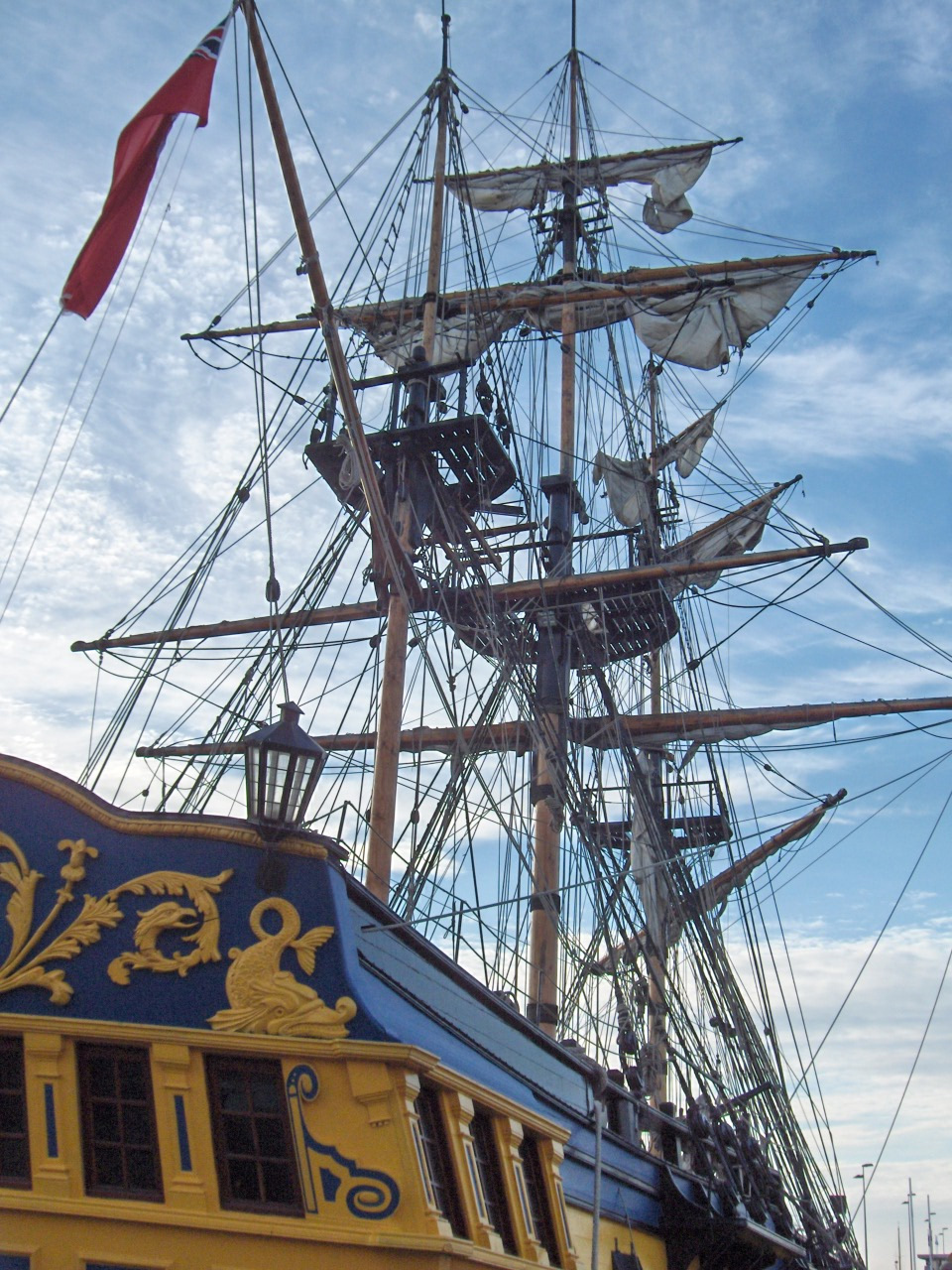
una fregata armata a tre alberi, Grand Turk

Viene definito albero un palo verticale impiegato per il sostegno delle vele in una nave a vela e in qualsiasi altro mezzo di trasporto a propulsione velica. 
Imbarcazioni più grandi possono armare alberi diversi per numero, dimensione e configurazione delle vele. Alberi con altre funzioni sono utilizzati anche sulle navi a propulsione meccanica.

## Storia
Fino al XX secolo gli alberi di un veliero erano realizzati in legno. Inizialmente realizzati con singoli tronchi, con il crescere delle dimensioni dei velieri gli alberi furono realizzati assemblando più fusti insieme.

Gli alberi attrezzati per vele quadre sono formati da tre parti: fuso maggiore, albero di gabbia e alberetto (dal basso verso l'alto).
Nei velieri a tre o più alberi, quello a poppa, se non è a vele quadre, prende anche il nome di palo, che si ritrova anche nella denominazione di vari tipi di antichi bastimenti a vela (es. Brigantino a palo).
L'albero inclinato a prua è il bompresso.
A seconda della sua posizione assume diverso nome:
- albero di maestra, l'albero principale, l'albero più alto o, nel caso di golette con alberi di uguale altezza, l'albero poppiero;
- albero di mezzana, l'albero situato a poppavia dell'albero di maestra;
- albero di trinchetto, l'albero situato a proravia dell'albero di maestra.

Gli alberi dei moderni velieri sono forniti sulla faccia poppiera di una canaletta che serve per ospitare l'inferitura della randa, che può essere costituita da una ralinga o da una serie di garrocci cuciti sulla ralinga.
 L'albero è tenuto in posizione verticale dalle manovre dormienti dette sartie (quelle laterali), strallo (quella prodiera), paterazzo (quella poppiera). 
A seconda delle dimensioni dell'imbarcazione e quindi dell'albero si possono avere uno o più ordini di crocette, che servono per distanziare le sartie dall'albero e quindi per distribuire meglio le tensioni a cui vengono sottoposte.
Ad una certa altezza dalla coperta, sulla faccia poppiera dell'albero si articola, attraverso la trozza, il boma, un'asta di dimensioni consone a quelle dell'albero che serve per poter distendere e bordare la base della randa.
Alcune imbarcazioni sono armate con un albero appoggiato in coperta, in tal caso l'albero è fornito di una mastra che va ad inserirsi sulla scassa dell'albero (la sua sede sulla coperta). 
Altre imbarcazioni sono equipaggiate con alberi "passanti", che cioè attraverso la coperta si appoggiano sul fondo dell'imbarcazione (sentina).
In alcuni casi all'interno dell'albero passano manovre correnti: le drizze. Esse sono rinviate su pulegge poste in testa d'albero e servono per issare le vele.
La parte superiore dell'albero si chiama "formaggetta" e può ospitare la luce di fonda, la stazione del vento e le eventuali antenne per VHF, GPS etc.
Anticamente la parte superiore dell'albero era detta colombiere. L'estremità inferiore maschio o miccia. In cima all'albero era collocata una piattaforma, detta coffa, dotata di un'apertura chiamata buco del gatto, che consentiva il passaggio degli uomini dell'equipaggio.

## Albero moderno
Anche se nel XIX secolo le navi a vela furono sostituite dalle navi a motore, si è continuato a progettare e costruire imbarcazioni a vela per la crociera e lo sport. Nel 1930 alberi in alluminio furono introdotti nei grandi J-class della  Coppa America.

L'alluminio è considerato più vantaggioso del legno nella realizzazione di alberi essendo più robusto e resistente alle rotture anche se più leggero.

Inoltre, un albero di alluminio può essere realizzato per l'intera lunghezza con un'unica estrusione.
Dopo la seconda guerra mondiale, gli alberi di alluminio divennero comuni anche sulle piccole derive e sugli yacht da crociera. Imbarcazioni con prestazioni più elevate iniziarono ad utilizzare alberi affusolati, ottenuti rimuovendo una sezione triangolare di alluminio per la lunghezza dell'albero e richiudendo poi l'apertura.

Dalla metà degli anni '90, nelle imbarcazioni da regata fu introdotto l'uso delle  fibre di carbonio e altri materiali compositi per costruire alberi dotati di una ancora maggiore resistenza in rapporto al peso. La riduzione del peso in alto, che nel caso di grandi imbarcazioni può essere dell'ordine di centinaia di chili, comporta una riduzione dello sbandamento e del beccheggio. Inoltre gli alberi in fibra di carbonio possono essere realizzati con profili aerodinamici che rispondano a più precisi requisiti di progettazione.
Gli alberi moderni costituiscono il bordo principale del profilo alare della vela e tendono ad avere una sezione trasversale a forma di goccia allungata. Sui più piccoli yacht e catamarani da regata, l'albero ruota all'angolo ottimale per il profilo alare della vela. Se l'albero ha una sezione lunga e sottile e compone una zona significativa del profilo alare, esso è denominato albero alare; le barche che usano questo profilo hanno una superficie velica minore per compensare la superficie alare dell'albero.